# Anwar Shaikh (Ökonom)

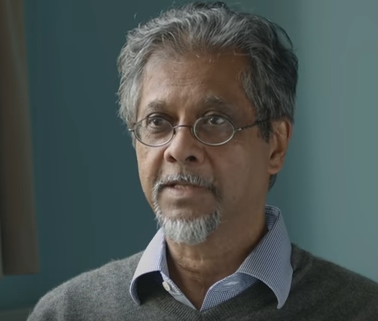
Anwar Shaikh (2016)

Anwar M. Shaikh (* 22. Oktober 1945 in Karatschi, Britisch-Indien) ist ein pakistanisch-amerikanischer Nationalökonom.
Er arbeitet in einer Tradition, welche Teile klassischer Methodologie mit marxistischer Nationalökonomie zu vereinen versucht. Seine Veröffentlichungen handeln besonders von empirischen Messungen der marxschen Arbeitswerttheorie und der Anwendung jener auf die heutige weltwirtschaftliche Lage.

## Leben
Shaikh machte seinen Bachelor-of-Engineering-Abschluss 1965 an der Princeton University. Nach zwei Jahren der Berufstätigkeit in Kuwait ging er zurück in die Vereinigten Staaten und promovierte im Bereich Wirtschaft an der Columbia University. Seit 1972 lehrte er an der New School for Social Research.

## Veröffentlichungen (Auswahl)
- Capital: Competition, Conflict, Crises, Oxford University Press, 2016.
- Globalization and the Myths of Free Trade. Routledge, 2007.
- gemeinsam mit E. Ahmet Tonak: Measuring the Wealth of Nations: The Political Economy of National Accounts, Cambridge University Press, 1996.